# بلویج
بلویج، روستایی است از توابع بخش چمستان شهرستان نور در استان مازندران ایران.
بلویج، روستایی جلگه ای و خوش آب و هوا در حاشیه جنگل مازندران است. 

## جمعیت
این روستا در دهستان میان‌رود (نور) قرار دارد و براساس سرشماری مرکز آمار ایران در سال ۱۳۸۵، جمعیت آن ۱۸۳ نفر (۳۸خانوار) بوده‌است.  براساس آمار منتشر شده سال ۱۳۹۰ در سایت مرکز آمار ایران، جمعیت این روستا ۱۱۳ نفر (۵۰ زن و ۶۳ مرد) گزارش شده است. 
مردم این روستا به زبان مازندرانی صحبت میکنند.

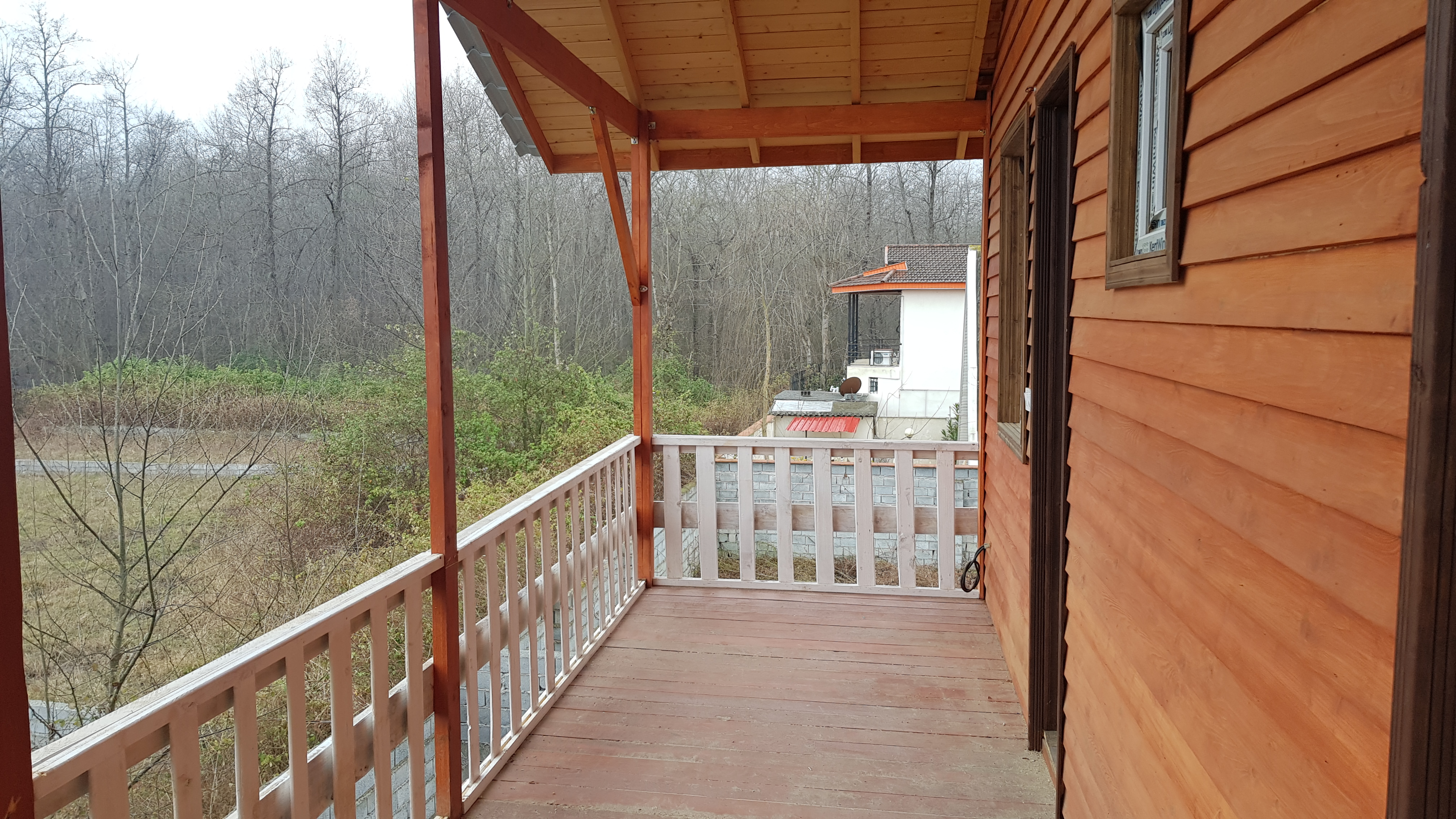
Belvij village,Chamestan,Noor,Mazandaran,Iran

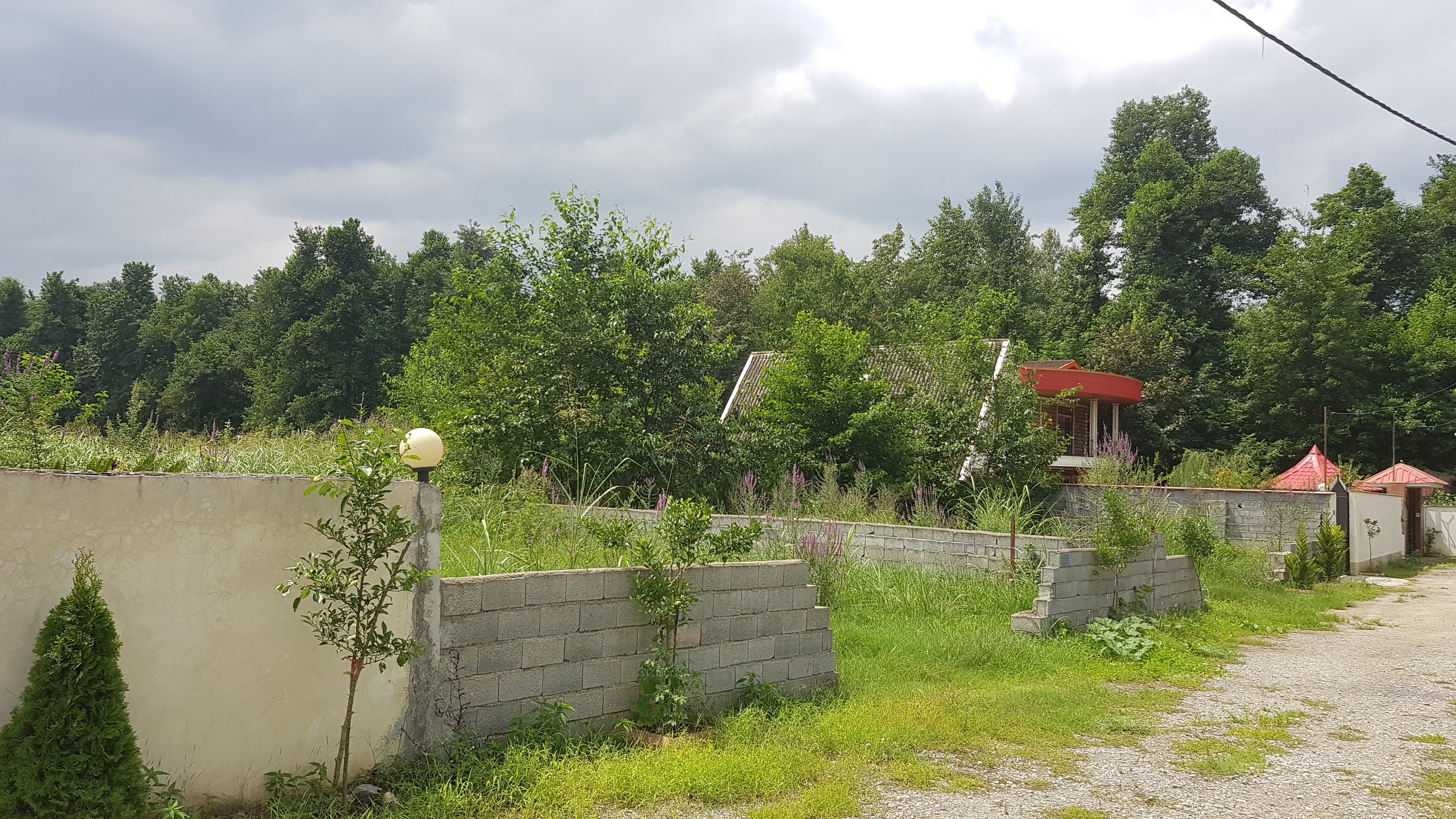
Belvij village,Chamestan,Noor,Mazandaran,Iran

تصاویر روستا